# Milton Cruz
Mílton da Cruz (ur. 1 sierpnia 1957 w Santosie) – piłkarz brazylijski, występujący na pozycji napastnika.

## Kariera klubowa
Zawodową karierę piłkarską Mílton Cruz rozpoczął w klubie São Paulo FC w 1977 roku. W São Paulo 3 maja 1978 w zremisowanym 2-2 wyjazdowym meczu z Sampaio Corrêa São Luís Mílton Cruz zadebiutował w lidze brazylijskiej. W 1982 roku występował w Urugwaju w Nacionalu Montevideo. Po powrocie do Brazylii został zawodnikiem SC Internacional. Z Internacionalem dwukrotnie zdobył mistrzostwo stanu Rio Grande do Sul – Campeonato Gaúcho w 1983 i 1984 roku.
W latach 1985–1986 Mílton Cruz był zawodnikiem Sportu Recife, a w 1987 lokalnego rywala Sportu - Náutico. W latach 1988–1989 występował w Japonii w klubie Nissan Motors. Z Nissan Motors zdobył mistrzostwo Japonii i Puchar Cesarza w 1989 roku. Po powrocie do Brazylii został zawodnikiem Botafogo FR. Z Botafogo dwukrotnie zdobył mistrzostwo stanu Rio de Janeiro – Campeonato Carioca w 1989 i 1990 roku. W barwach Botafogo Mílton Cruz wystąpił ostatni raz w lidze brazylijskiej 10 grudnia 1989 w wygranym 1-0 meczu z Santosem FC. Ogółem w latach 1978–1989 w I lidze wystąpił w 48 meczach, w których strzelił 22 bramki.
Karierę zakończył w Kashimie Antlers w 1993 roku.

## Kariera reprezentacyjna
Mílton Cruz występował w olimpijskiej reprezentacji Brazylii. W 1984 roku uczestniczył w Igrzyskach Olimpijskich w Los Angeles na których Brazylia zdobyła srebrny medal. Na turnieju Mílton Cruz wystąpił w trzech meczach reprezentacji Brazylii z Arabią Saudyjską, Włochami i w finale z Francją.

## Kariera trenerska
Po zakończeniu kariery Mílton Cruz został trenerem. Od 1989 pracuje nieprzerwanie w São Paulo jako asystent głównych szkoleniowców. W tym czasie samodzielnie prowadził pierwszy zespół w 10 oficjalnych meczach odnosząc 2 zwycięstwa i ponosząc 3 porażki.